# FIBA EuroCup 2007/08
Die Saison 2007/08 war die 5. Spielzeit der von der FIBA Europa ausgetragenen EuroChallenge und die letzte unter dem Namen EuroCup. Im Juli 2008 wurde der Wettbewerb in EuroChallenge umbenannt.
Den Titel gewannen erstmals die Barons LMT.

## Modus
Das Turnier begann mit zwei Qualifikationsrunden. Es folgte eine Gruppenphase aus vier Gruppen mit je 4 Mannschaften. Die Gruppensieger und die Tabellenzweiten spielten im Viertelfinale, welches in einer best-of-three Serie gespielt wurde. Das Halbfinale, Finale und Spiel um Platz 3 fanden im Rahmen eines Final Four Turniers statt.

## Qualifikation

### 1. Runde
Die Spiele der ersten Qualifikationsrunde wurden am 30. Oktober und dem 6. November 2007 gespielt.
|                             | Gesamt  |                   | Hinspiel | Rückspiel |
| --------------------------- | ------- | ----------------- | -------- | --------- |
| Energy Invest Rustawi       | 140:188 | MyGuide Amsterdam | 77:87    | 063:101   |
| BK Dnipro                   | 146:145 | Elba Timișoara    | 64:74    | 82:71     |
| Cedevita Zagreb             | 145:147 | KK Strumica 2005  | 76:72    | 69:75     |
| BK Spartak Plewen           | 147:156 | Olympiada Patron  | 76:71    | 71:85     |
| BK Spartak Sankt Petersburg | 174:162 | BK Odessa         | 86:76    | 88:86     |
| KK Igokea Partizan          | 139:133 | Bakken Bears      | 68:62    | 71:71     |

### 2. Runde
Die Spiele der zweiten Qualifikationsrunde wurden am 20. und dem 27. November 2007 gespielt.
|                        | Gesamt  |                     | Hinspiel | Rückspiel    |
| ---------------------- | ------- | ------------------- | -------- | ------------ |
| Olympiada Patron       | 126:157 | Ural Great Perm     | 66:80    | 60:77        |
| Spartak St. Petersburg | 146:140 | GS Marousi          | 62:65    | 84:75        |
| KK Strumica 2005       | 126:154 | Lokomotive Rostow   | 57:67    | 69:87        |
| KK Igokea Partizan     | 171:179 | Chimik Juschne      | 102:800  | 69:99        |
| Barons LMT             | 161:160 | Iscar Naharija      | 81:77    | 80:83        |
| MyGuide Amsterdam      | 125:161 | Dexia Mons-Hainaut  | 63:73    | 62:88        |
| BK Dnipro              | 122:168 | Proteas EKA AEL     | 53:68    | 069:104      |
| Plannja Basket         | 143:175 | ZSK WWS Samara      | 73:91    | 70:84        |
| KR Reykjavík           | 162:191 | Banvit BK           | 79:96    | 83:95        |
| Zlatorog Laško         | 146:155 | GS Olympia Larisa   | 64:72    | 82:83        |
| Lappeenrannan NMKY     | 173:166 | Keravnos Strovoulou | 87:71    | 86:95        |
| Tartu Rock             | 170:141 | BK Prostějov        | 94:69    | 76:72        |
| PAOK Thessaloniki      | 150:139 | U-Mobitelco Cluj    | 79:74    | 71:65        |
| AEK Athen              | 146:160 | Cholet Basket       | 91:62    | 55:78        |
| KK Zagreb              | 185:150 | BCM Gravelines      | 85:62    | 100:880      |
| APOEL Nikosia          | 173:178 | Tscherkasski Mawpy  | 90:74    | 83:104 n. V. |

## Teilnehmer an der Hauptrunde
An der regulären Saison der EuroChallenge nahmen 16 Mannschaften teil.
| Teilnehmer           | Teilnehmer | Teilnehmer         | Teilnehmer                  | Teilnehmer        | Teilnehmer     |
| Land/Liga            | Anzahl     | Mannschaften       | Mannschaften                | Mannschaften      | Mannschaften   |
| -------------------- | ---------- | ------------------ | --------------------------- | ----------------- | -------------- |
| Russland (Superliga) | 4          | Ural Great Perm    | BK Spartak Sankt Petersburg | Lokomotive Rostow | ZSK WWS Samara |
| Griechenland (A1)    | 2          | PAOK Thessaloniki  | GS Olympia Larisa           |                   |                |
| Ukraine (Superliga)  | 2          | Tscherkasski Mawpy | Chimik Juschne              |                   |                |
| Belgien (ELB)        | 1          | Dexia Mons-Hainaut |                             |                   |                |
| Estland (KME)        | 1          | Tartu Rock         |                             |                   |                |
| Finnland (FBL)       | 1          | Lappeenrannan NMKY |                             |                   |                |
| Frankreich (LNB)     | 1          | Cholet Basket      |                             |                   |                |
| Kroatien (KBL)       | 1          | KK Zagreb          |                             |                   |                |
| Lettland (LBL)       | 1          | Barons LMT         |                             |                   |                |
| Türkei (TBL)         | 1          | Banvit BK          |                             |                   |                |
| Zypern (Division 1)  | 1          | Proteas EKA AEL    |                             |                   |                |

## Gruppenphase
Die Spiele der ersten Gruppenphase fanden zwischen dem 21. Dezember 2007 und dem 21. Januar 2008 statt.

### Gruppe A
| Team                  | Sp | S | N | P+  | P-  |
| --------------------- | -- | - | - | --- | --- |
| 1. Tartu Rock         | 6  | 5 | 1 | 481 | 438 |
| 2. ZSK WWS Samara     | 6  | 5 | 1 | 459 | 426 |
| 3. Lappeenrannan NMKY | 6  | 1 | 5 | 483 | 506 |
| 4. PAOK               | 6  | 1 | 5 | 418 | 471 |

### Gruppe B
| Team                  | Sp | S | N | P+  | P-  |
| --------------------- | -- | - | - | --- | --- |
| 1. Dexia Mons-Hainaut | 6  | 4 | 2 | 449 | 422 |
| 2. Ural Great Perm    | 6  | 4 | 2 | 461 | 429 |
| 3. Tscherkasski Mawpy | 6  | 3 | 3 | 465 | 507 |
| 4. Banvit BK          | 6  | 1 | 5 | 473 | 490 |

### Gruppe C
| Team                      | Sp | S | N | P+  | P-  |
| ------------------------- | -- | - | - | --- | --- |
| 1. Proteas EKA AEL        | 6  | 4 | 2 | 494 | 455 |
| 2. KK Zagreb              | 6  | 4 | 2 | 460 | 461 |
| 3. Olympia Larisa         | 6  | 3 | 3 | 400 | 416 |
| 4. Spartak St. Petersburg | 6  | 1 | 5 | 436 | 458 |

### Gruppe D
| Team                 | Sp | S | N | P+  | P-  |
| -------------------- | -- | - | - | --- | --- |
| 1. Barons LMT        | 6  | 4 | 2 | 463 | 439 |
| 2. Chimik Juschne    | 6  | 4 | 2 | 449 | 436 |
| 3. Lokomotive Rostow | 6  | 2 | 4 | 432 | 438 |
| 4. Cholet Basket     | 6  | 2 | 4 | 430 | 461 |

## Viertelfinale
Das Viertelfinale wurde in einer best-of-three Serie gespielt. Die Spiele fanden vom 17. bis zum 25. März 2009 statt.
| Spiel# |                | Gesamt |                    | 1. Spiel | 2. Spiel | 3. Spiel |
| ------ | -------------- | ------ | ------------------ | -------- | -------- | -------- |
| 1      | Tartu Rock     | 2:1    | Ural Great Perm    | 78:75    | 61:68    | 89:77    |
| 2      | ZSK WWS Samara | 0:2    | Dexia Mons-Hainaut | 66:92    | 86:87    |          |
| 3      | Chimik Juschne | 0:2    | Proteas EKA AEL    | 65:70    | 76:87    |          |
| 4      | Barons LMT     | 2:1    | KK Zagreb          | 67:58    | 74:80    | 96:91    |

## Final Four

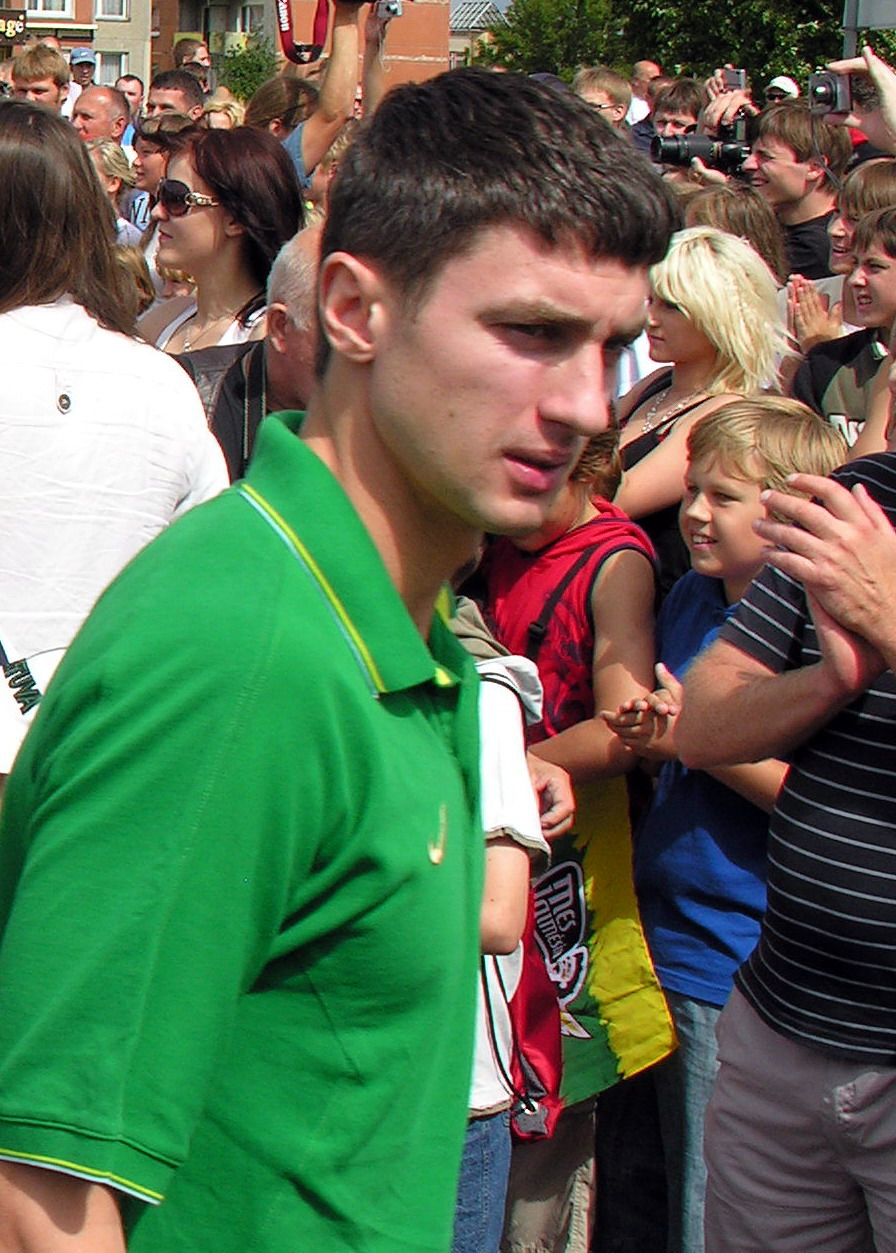
Final Four MVP: Giedrius Gustas

Das Final Four fand vom 18. bis zum 20. April 2008 in der Spyros Kyprianou Athletic Center in Limassol auf Zypern statt.
|  | Halbfinale     | Halbfinale         | Halbfinale     |   |            | Finale             | Finale           | Finale           |
|  |                |                    |                |   |            |                    |                  |                  |
|  | 18. April 2008 |                    |                |   |            |                    |                  |                  |
|  | 1              | Tartu Rock         | 82             |   |            |                    |                  |                  |
|  | 2              | Barons LMT         | 88             |   |            | 20. April 2008     | 20. April 2008   | 20. April 2008   |
|  |                |                    |                | 2 | Barons LMT | 63                 |                  |                  |
|  | 18. April 2008 | 18. April 2008     | 18. April 2008 |   | 3          | Dexia Mons-Hainaut | 62               |                  |
|  | 3              | Dexia Mons-Hainaut | 70             |   |            |                    |                  |                  |
|  | 4              | Proteas EKA AEL    | 55             |   |            | Spiel um Platz 3   | Spiel um Platz 3 | Spiel um Platz 3 |
|  |                |                    |                |   |            | 1                  | Tartu Rock       | 70               |
|  | 4              | Proteas EKA AEL    | 79             |   |            |                    |                  |                  |
|  |                |                    |                |   |            | 20. April 2008     |                  |                  |

### Final Four MVP
- Giedrius Gustas (Barons LMT)